# Nicoll (entreprise)
Pour les articles homonymes, voir Nicoll.
La société Nicoll est une entreprise française fondée en 1956 par Jean Ollivier dont le siège social est situé à Cholet (Maine-et-Loire). Elle conçoit et fabrique, à partir de matériaux de synthèse, des systèmes d’évacuation et de gestion des fluides (eau et air) essentiellement destinés au secteur du bâtiment (construction et rénovation). Depuis 2003, Nicoll fait partie du groupe belge Aliaxis, un des leaders mondiaux dans la fabrication et la commercialisation de solutions pour le transport de fluides (bâtiments, infrastructures et industrie). 

## Historique

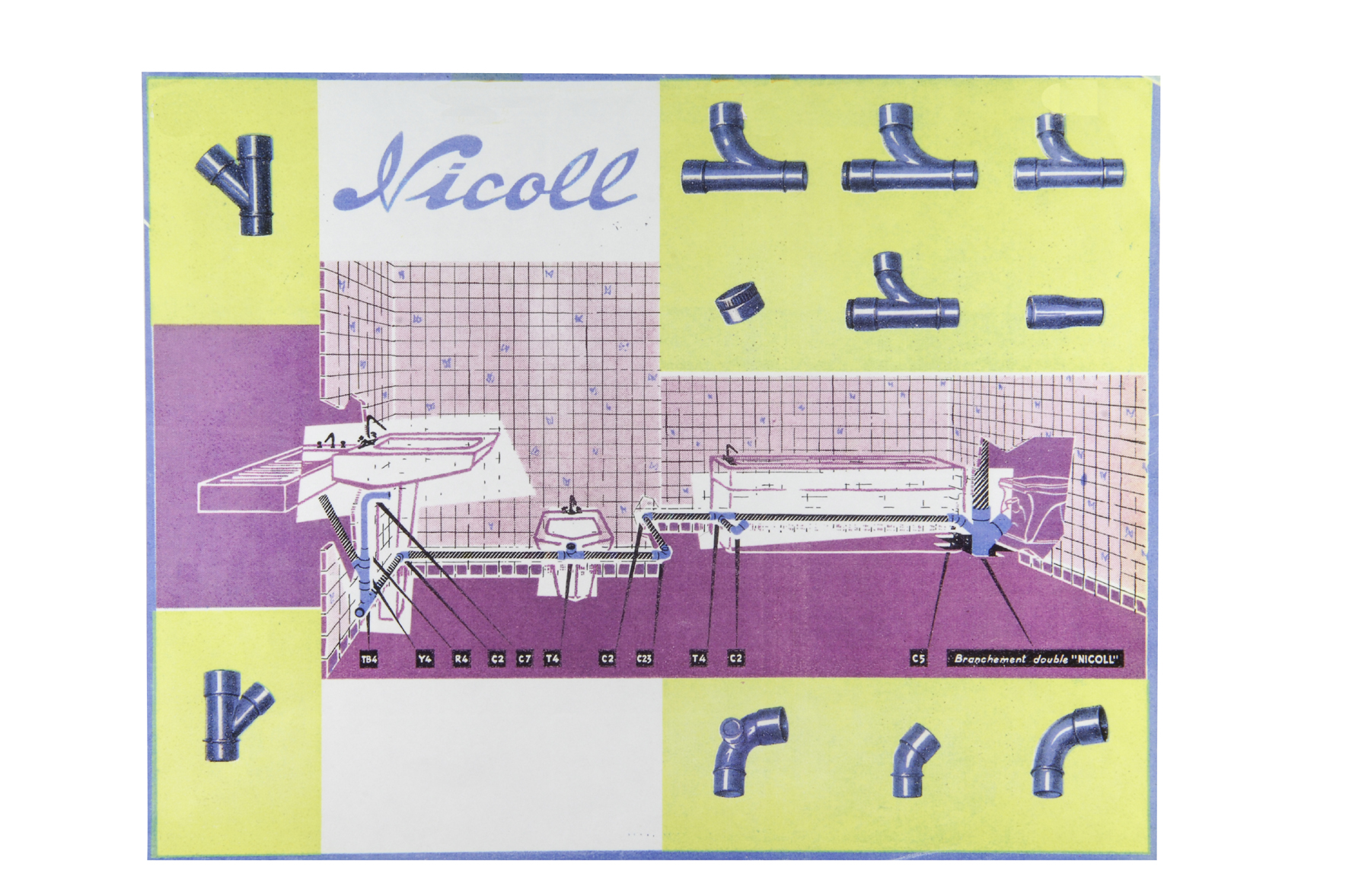
Ancienne publicité Nicoll.

D'une longue lignée originaire de Basse-Goulaine, Loire-Atlantique, plombier de métier, Jean Ollivier (1925-2022) est né à Cholet de Jean-Marie Ollivier (1880-1962), chaudronnier, et de Cécile Véraquin (1888-1965). En 1956, dans son atelier de Cholet, rue de la Caillère, il crée le premier raccord en polychlorure de vinyle (PVC). À une époque où les assemblages des tubes se faisaient encore directement sur les chantiers, il développe une gamme qui vient répondre de façon pratique aux besoins des artisans du bâtiment. Il crée la marque Nicoll en contractant le prénom de sa fille Nicole et son nom Ollivier.

### Dates clés

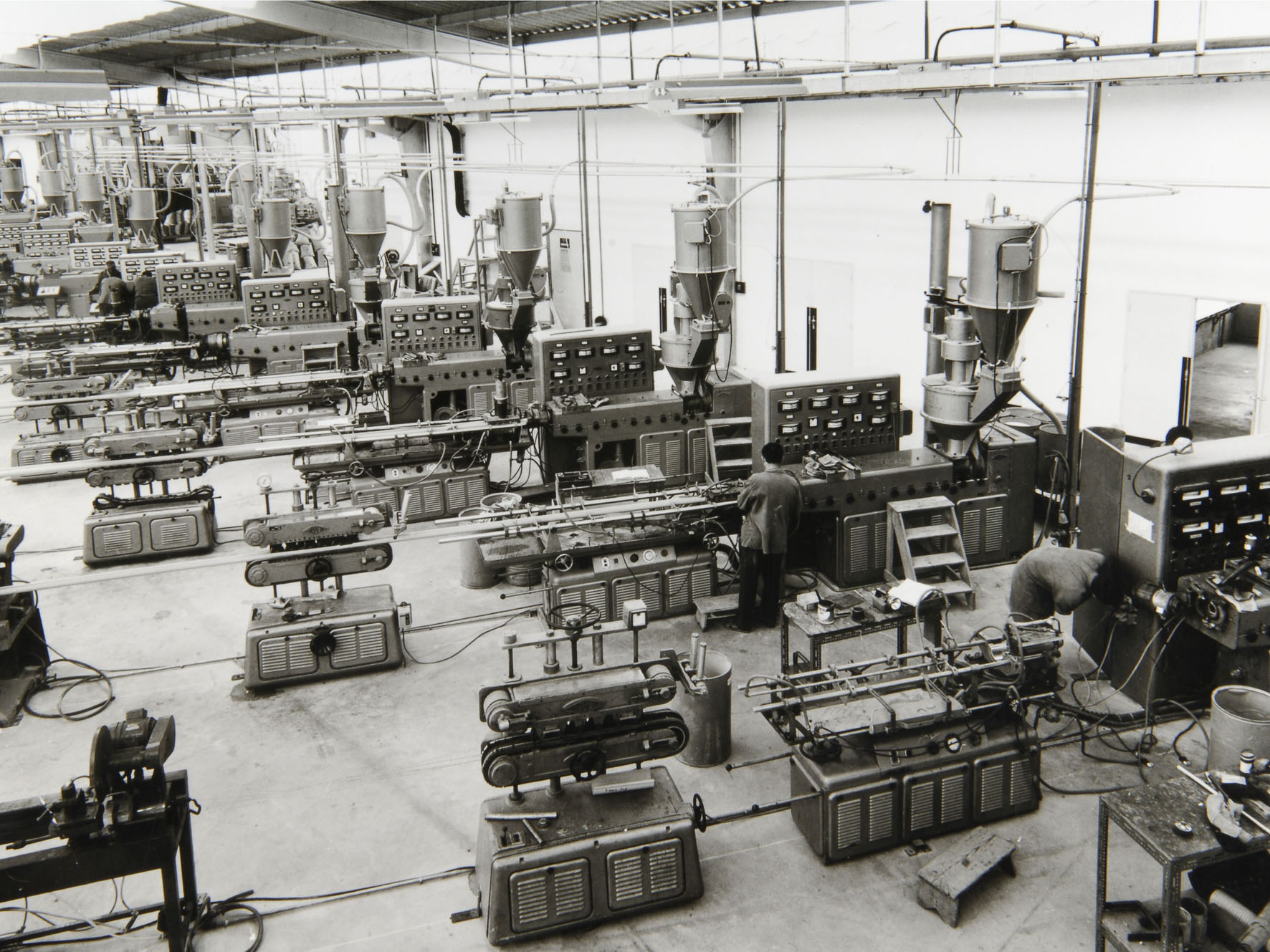
Usine d'extrusion Nicoll.

- 1960 : production de raccords[5] en PVC injecté et de grilles de ventilation ;
- 1963 : construction de la première usine rue Pierre et Marie Curie à Cholet avec intégration d’un atelier de mécanique pour la fabrication des moules ;
- 1964 : fabrication de la première gouttière Nicoll ;
- 1968 : construction de la première usine d’extrusion à Cholet ;
- 1980 : Jean Ollivier cède l’entreprise familiale au groupe industriel Etex SA ;
- 1983 : création de Nicoll Belgique ;
- 1994 : Nicoll obtient la certification ISO 9002 délivrée par l’Association française pour l'assurance de la qualité (AFAQ) ;
- 1996 : Nicoll obtient la certification ISO 14001 pour son engagement environnemental ;
- 2003 : Nicoll rejoint Aliaxis Groupe[6], société belge indépendante issue de la division plastiques d’ETEX Group SA ;
- 2012 : fusion entre Nicoll et la société SAS (Frontonas) spécialisée dans les produits en matériaux de synthèse destinés aux applications sanitaires[7].

## Activités

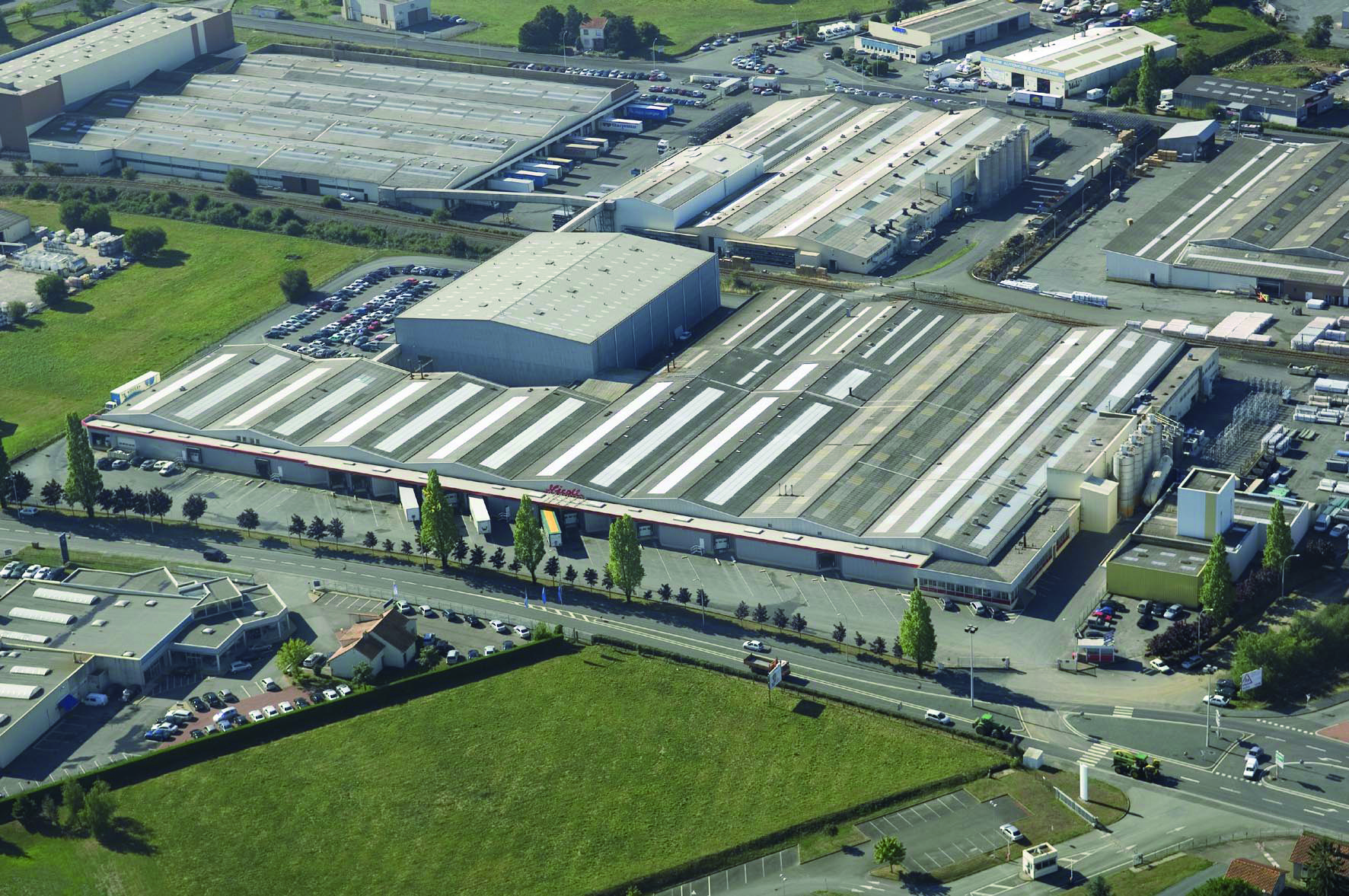
Usine Nicoll à Cholet.

Spécialisée dans l'injection, l'extrusion et la chaudronnerie plastique, Nicoll est un des leaders européens de son secteur d'activité. L'entreprise conçoit et fabrique des solutions pour la gestion des fluides (évacuation des eaux, réseau de distribution, ventilation des bâtiments...) destinées aux bâtiments individuels et collectifs, neufs ou en rénovation.
La grande majorité des pièces (tubes d’évacuation et raccords en polychlorure de vinyle (PVC), caniveaux hydrauliques, gouttières, équipements de sol… ) est fabriquée grâce à deux procédés : l’injection, qui assure la fabrication des articles par moulage, et l’extrusion, qui permet de fabriquer des profilés en PVC coupés à la longueur voulue.
En 2015, la société emploie 1 200 personnes travaillant au sein de ses cinq sites de production localisés en France.
Répartie sur 30 hectares, l’activité industrielle de Nicoll s’organise sur cinq sites : trois à Cholet, un à Argentonnay (Deux-Sèvres) et un à Frontonas (Isère). Elle fabrique la quasi-totalité de ses produits en France. 
En 2017, Nicoll commercialise ses produits dans 73 pays,, majoritairement en Europe, en Turquie et en Afrique du Nord. 

### Plasturgie

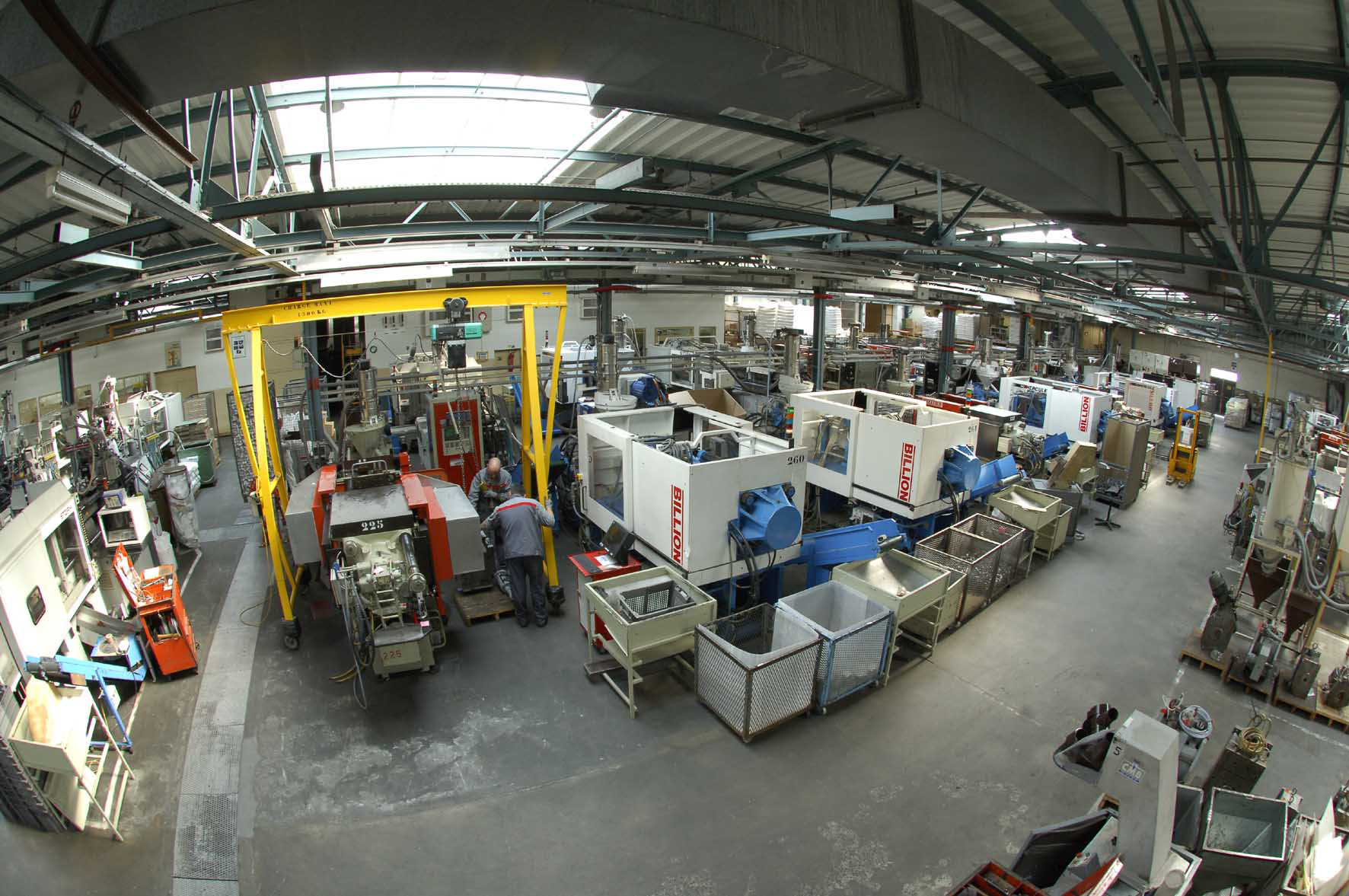
Presses à injecter.

L’outil industriel de Nicoll est composé de cent-quarante presses à injecter, 2 000 moules et quatorze lignes d'extrusion. Le PVC est utilisé pour la fabrication de 90% des produits. Les autres matériaux utilisés sont : le polypropylène, l’acrylonitrile butadiène styrène (ABS), le polyphénylsulfone, le polyéthylène réticulé/aluminium.

### Centres de formation
Deux centres de formation sont rattachés aux sites industriels de Cholet et Frontonas. 
En tant que partenaire de la confédération de l'artisanat et des petites entreprises du bâtiment (Capeb), Nicoll dispense dans ces centres des formations qualifiantes essentiellement axées sur les métiers de la plomberie (étanchéité des réseaux, alimentation eau chaude, eau froide et chauffage ; évacuation des eaux usées) et ceux de la couverture (gouttières et habillages de débord de toiture). 
En tant qu'organisme de formation agréé, Nicoll a noué des partenariats avec le pôle Eurespace à Cholet, le lycée Cantau à Anglet (Pyrénées Atlantique) et le lycée Maximilien Perret à Alfortville (Val de Marne). 

## Innovations technologiques et brevets
Nicoll a déposé 89 brevets internationaux depuis 1961 :
- technologie Magnetech[19] ;
- boîte à eau (gouttière Ovation)[20]
- Système d’évacuation acoustique (Chutunic)[21] ;
- caniveaux Kenadrain[22] ;
- bati support (Happy Support)[23] ;
- trappe de plafond/accès combles[24].

## Direction et gouvernance
Benoît Hennaut est directeur général de la société Nicoll depuis 2014 . Membre du bureau de la Fédération de la plasturgie et des composites, Benoît Hennaut préside par ailleurs le Syndicat des tubes et raccords PVC. 
Depuis mai 2020, Benoît Fabre est directeur général d'Aliaxis France, dont le vaisseau amiral est l’entreprise choletaise Nicoll.

## Données financières
Nicoll a réalisé 189 M€ de chiffre d’affaires en 2014. 

## Mouvement social
Le 30 mars 2017 une partie des salariés de Nicoll entame un mouvement de grève en vue de revendiquer des hausses de salaire. Un accord est trouvé dans le cadre des négociations avec la direction de l’entreprise. La fin du mouvement est votée par les salariés grévistes le 4 avril 2017.

## Mécénat

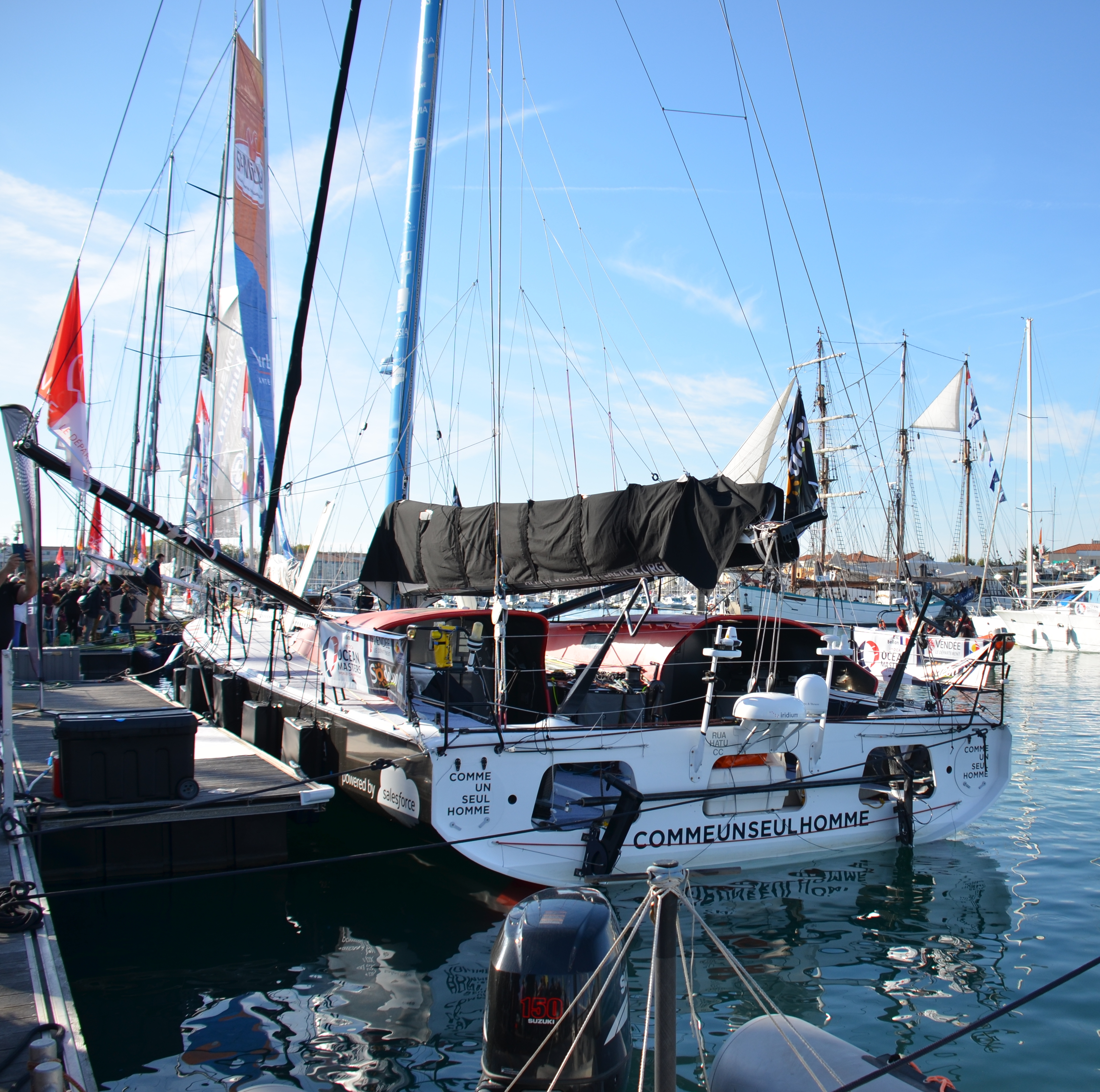
Le bateau Comme un seul homme.

En 2015, Nicoll devient l’une des 14 entreprises mécènes du projet Comme un seul homme porté par le navigateur Éric Bellion en vue de sa participation au Vendée Globe. Visant à sensibiliser le public et les entreprises sur la thématique de la différence, Comme un seul homme incite à percevoir les différences entre chaque être humain comme une force, une source de réussites communes. Skippé par Éric Bellion, le bateau Comme un seul homme prend part à la Transat Jacques-Vabre 2015 et au Vendée Globe 2016-2017 (9e place). 